# Golden Exits
Pour plus de détails, voir Fiche technique et Distribution.
Golden Exits est un film dramatique gréco-américain écrit et réalisé par Alex Ross Perry et sorti en 2017 au Festival du film de Sundance.

## Synopsis
À Brooklyn, deux familles qui ne se connaissent pas sont perturbées et rapprochées par une jeune inconnue australienne, Naomi. Elle devient l'assistante de Nick, un archiviste marié à Alyssa et proche de sa sœur Gwen, et rencontre également Buddy, un producteur de musique, et sa femme Jess. L'arrivée de Naomi dans leur vie commune bouleversera leur quotidien.

## Fiche technique
- Titre original : Golden Exits
- Titre français : Golden Exits
- Réalisation : Alex Ross Perry
- Scénario : Alex Ross Perry
- Photographie : Sean Price Williams
- Montage : Robert Greene
- Musique : Keegan DeWitt
- Pays d'origine : États-Unis, Grèce
- Langue originale : anglais
- Format : couleur
- Genre : dramatique
- Durée : 94 minutes
- Dates de sortie : 
  -  États-Unis :
    - 22 janvier 2017 (Festival du film de Sundance)
    - 9 février 2018 (sortie nationale)

  -  France : 5 mars 2018 (VOD)

## Distribution
- Emily Browning : Naomi
- Adam Horovitz : Nick
- Mary-Louise Parker : Gwendolyn
- Lily Rabe : Sam
- Jason Schwartzman : Buddy
- Chloë Sevigny : Alyssa
- Analeigh Tipton : Jess
- Craig Butta : Greg